# 艾哈邁德·多安
艾哈邁德·德米尔·多安（1954年3月29日—），保加利亚寡头和土耳其裔政治家。1990年到2013年担任争取权利和自由运动主席。2013年1月13日，多安在发表演说时遭到刺客袭击，但刺客枪支卡壳，多安躲过一劫。后查明该枪弹夹内装有胡椒水，击发后不会成致命。